# Феррари, Виолетта
Виолетта Феррари (англ. Violetta Ferrari; 25 апреля 1930, Ходмезёвашархей — 23 января 2014, Будапешт) — венгерская актриса.

## Биография
Виолетта Феррари родилась 25 апреля 1930 года в Ходмезёвашархейе, Венгрия. Её отцом был итальянский солдат, пленённый во время Первой мировой войны. Феррари получила образование в Академии театра и кино в Будапеште.
Виолетта Феррари три года работала в Национальном театре Будапешта. В 1956 году, после ввода советских войск в страну, вместе с мужем Шандором Сабо перебралась в Западную Германию. Там она изучила немецкий язык и до 1984 года играла в Kleinen Theater am Zoo во Франкфурте.
Феррари известна по своим ролям в фильмах «Дважды два иногда пять» (1954), Conrad: The Factory-Made Boy (1983) и Stoppt die Welt — Ich möchte aussteigen (1966).
В 1997 году Виолетта Феррари вернулась в Венгрию. Она больше не играла на сцене по совету врачей из-за панического расстройства.